# Soak Up the Sun
Soak Up the Sun is een nummer van de Amerikaanse zangeres Sheryl Crow uit 2002. Het is de eerste single van haar vierde studioalbum C'mon C'mon.
Op de achtergrondvocalen van het nummer is Liz Phair te horen. Het vrolijke nummer is meer pop-georiënteerd dan eerdere nummers van Crow, net als veel andere nummers van het album "C'mon C'mon". "Soak Up the Sun" werd in diverse landen een hit, ook werd het in veel landen de grootste hit voor Crow sinds "All I Wanna Do". Het nummer bereikte de 17e positie in de Amerikaanse Billboard Hot 100. In Nederland werd de 9e positie in de Tipparade gehaald.